# Bratislava IV

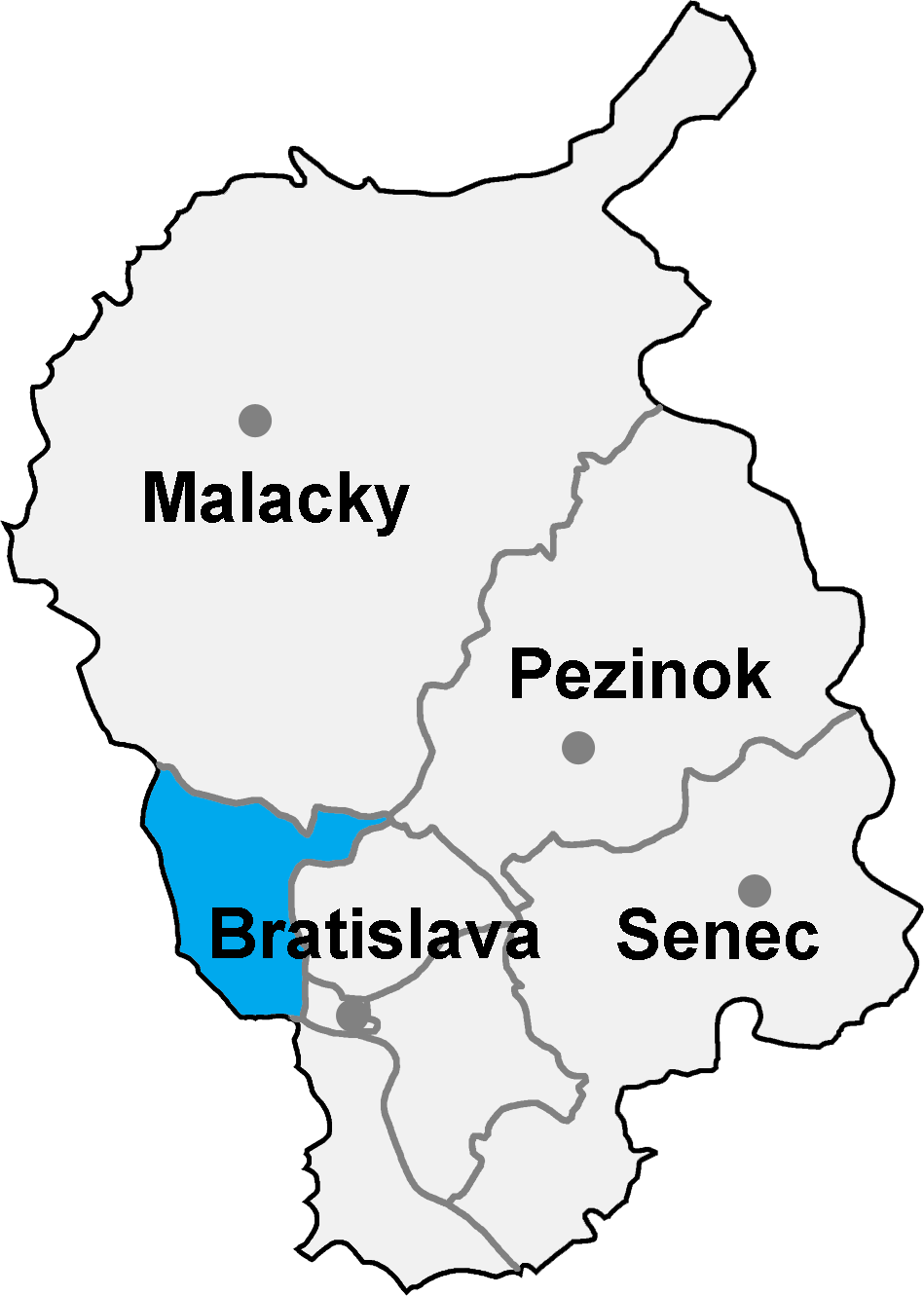
Districtul Bratislava IV

Districtul Bratislava IV (okres Bratislava IV) este un district în Slovacia vestică, în Regiunea Bratislava, orașul Bratislava. Se învecinează cu districtele Bratislava I, Bratislava III, Bratislava V și Malacky. Conține părțile capitalei numite: Devín, Devínska Nová Ves, Dúbravka, Karlova Ves, Lamač și Záhorská Bystrica.
La vestul acestui district se află o parte din granița cu statul Austria.

## Demografie
| An:                | 1994   | 2004   | 2014   | 2024    |
| ------------------ | ------ | ------ | ------ | ------- |
| Număr de persoane: | 94.550 | 92.926 | 94.554 | 105.137 |
| Diferență:         |        | −1,71% | +1,75% | +11,19% |

| An:                | 2023    | 2024    |
| ------------------ | ------- | ------- |
| Număr de persoane: | 105.043 | 105.137 |
| Diferență:         |         | +0,08%  |